# Gustav Lohse
Pour les articles homonymes, voir Lohse.
Gustav Adolf Lohse, né le 27 décembre 1910 à Uhlenhorst, quartier de Hambourg et mort le 30 avril 1994 à Hambourg, est un coléoptérologue allemand.